# Агустін Міранда
Агустін Міранда (ісп. Agustín Miranda, 1930) — парагвайський футболіст, що грав на позиції захисника за клуб «Серро Портеньйо», а також національну збірну Парагваю.

## Клубна кар'єра
На клубному рівні грав за «Серро Портеньйо».

## Виступи за збірну
1951 року дебютував в офіційних матчах у складі національної збірної Парагваю. Протягом кар'єри у національній команді, яка тривала 8 років, провів у її формі 8 матчів.
У складі збірної був учасником чемпіонату світу 1958 року у Швеції, де взяв участь у першій грі групового етапу проти збірної Франції (поразка 3:7).